# 1682

## أحداث
- 4 يناير - لويس الرابع عشر ملك فرنسا يستقبل السفير المغربي محمد تميم في قصر شاتو دو سان جيرمان اون لاي.

## مواليد
- أميدي-فرانسوا فريزييه
- أنتوني موريس (سياسي) سياسي من الولايات المتحدة الأمريكية
- بارتولوميو روبرتس بحّار من المملكة المتحدة
- توماس بيندكت سياسي أمريكي
- جوزيبي مونتي
- جون هادلي
- شاه سوار سلطان
- فرانز جورج فون شونبورن قس ألماني
- كارل الثاني عشر
- كاليكو جاك
- كريستيان فرديناند أبيل
- لويس، دوق بورغوندي
- يوهان جاكوب باش

## وفيات
- براك بن غرير آل حميد
- فيودر الثالث
- لوزانغ غياتسو
- أدريان دورتسمان
- أوليا جلبي
- روبرت الرايني
- عبد القادر البغدادي
- كلود لورين
- يوهان يواخيم بيشر